# Чоба
Чоба (болг. Чоба) — село в Болгарии. Находится в Пловдивской области, входит в общину Брезово. Население составляет 909 человек.

## Политическая ситуация
В местном кметстве Чоба, в состав которого входит Чоба, должность кмета (старосты) исполняет Стоян Димитров Рангелов (независимый) по результатам выборов правления кметства.
Кмет (мэр) общины Брезово — Стоян Генчев Минчев (коалиция партий: Союз демократических сил, Болгарская социал-демократия, ВМРО — Болгарское национальное движение, Болгарский земледельческий народный союз, Земледельческий народный союз, Национальное движение за права и свободы) по результатам выборов.